# Epilissus prasinus
Epilissus prasinus är en skalbaggsart som beskrevs av Johann Christoph Friedrich Klug 1832. Epilissus prasinus ingår i släktet Epilissus och familjen bladhorningar. Inga underarter finns listade i Catalogue of Life.